# Paralimnophila (Paralimnophila) stygipes
Paralimnophila (Paralimnophila) stygipes is een tweevleugelige uit de familie steltmuggen (Limoniidae). De soort komt voor in het Neotropisch gebied.